# Match des étoiles de la National Lacrosse League

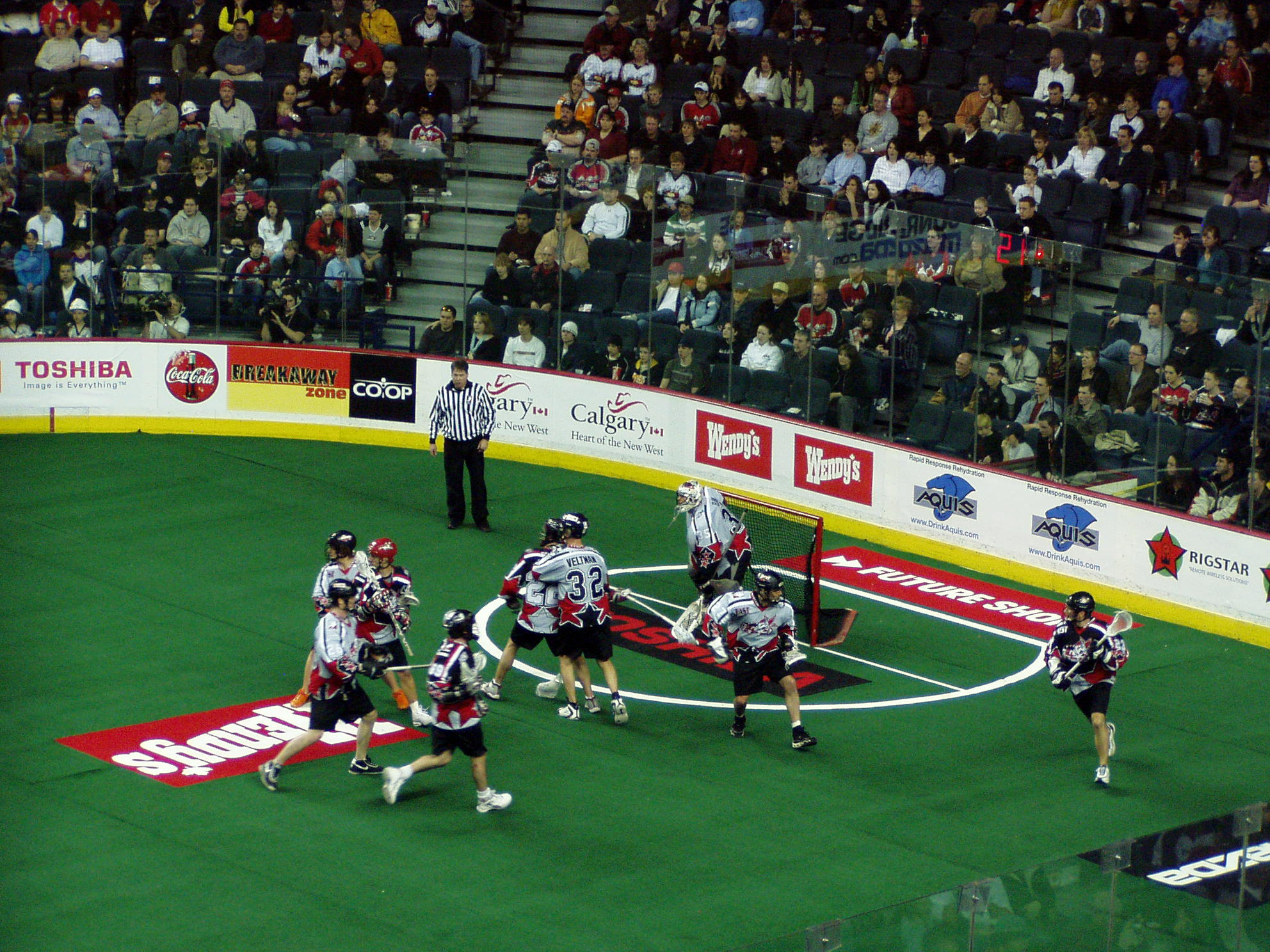
All-Star Game 2005 à Calgary

Le Match des étoiles de la National Lacrosse League est un match annuel de crosse opposant les meilleurs joueurs des deux divisions de la National Lacrosse League.

## Palmarès
| Année       | Lieu                                | Score                                                                      | MVP            | Affluence |
| ----------- | ----------------------------------- | -------------------------------------------------------------------------- | -------------- | --------- |
| 1991 (MILL) | Wachovia Spectrum, Philadelphie     | Division nationale 25, Division américaine 20                              | -              | 7,658     |
| 1999        | Blue Cross Arena, Rochester         | Équipe Canada 25, Équipe États-Unis 24                                     | -              | 9,070     |
| 2002        | Mohegan Sun Arena, Uncasville       | Nord 14, Sud 10                                                            | Steve Toll     | -         |
| 2004        | Pepsi Center, Denver                | Équipe étoile de la Division Est 19, Équipe étoile de la Division Ouest 15 | Mark Steenhuis | 16,742    |
| 2005        | Pengrowth Saddledome, Calgary       | Division Est 11, Division Ouest 10                                         | Tracey Kelusky | 11,511    |
| 2006        | Air Canada Centre, Toronto          | Division Ouest 14, Division Est 13                                         | Lewis Ratcliff | 15,924    |
| 2007        | Rose Garden Arena, Portland         | Division Est 20, Division Ouest 16                                         | Mark Steenhuis | 12,856    |
| 2008        | Rexall Place, Edmonton              | Division Est 17, Division Ouest 16                                         | Geoff Snider   | 9,574     |
| 2009        | Pepsi Center, Denver                | Division Est 27, Division Ouest 21                                         | Mark Steenhuis | 13,380    |
| 2011        | Turning Stone Resort Casino, Verona | Division Est 30, Division Ouest 26                                         | Shawn Evans    | -         |
| 2012        | First Niagara Center, Buffalo       | Division Ouest 20, Division Est 18                                         | Geoff Snider   | 13,466    |

Aucun match des étoiles n'a eu lieu depuis la saison 2012